# Inquisivi (gemeente)
Inquisivi is een gemeente (municipio) in de Boliviaanse provincie Inquisivi in het departement La Paz. De gemeente telt naar schatting 15.121 inwoners (2018). De hoofdplaats is Inquisivi.